# Participációs kommunikációelmélet
A participációs kommunikációelmélet (PTC – Participation Theory of Communication) Horányi Özséb magyar kommunikációkutató által kidolgozott kommunikációs modell, amely új megközelítést kínál a kommunikáció értelmezésében.

## Alapelvek
A PTC központi gondolata, hogy a kommunikációt a problémamegoldás és a problémaazonosítás kontextusában értelmezi. Az elmélet szerint a kommunikáció nem pusztán információátadás, hanem egy állapot, amely lehetővé teszi a problémamegoldáshoz szükséges felkészültség elérhetőségét az ágensek (résztvevők) számára.

## Főbb jellemzők
- Problémaalapú megközelítés: A kommunikáció a problémák közös felismerésének és megoldásának eszköze.
- Participáció (részvétel): A kommunikáció egy participatív folyamat, amelyben az ágensek aktívan részt vesznek.
- Felkészültség: A hatékony problémamegoldáshoz szükséges egy előzetes és kölcsönös tudás vagy felkészültség.
- Intézményi kontextus: Az elmélet figyelembe veszi az intézményi kereteket, amelyek befolyásolják a kommunikációs folyamatokat.[2]

## Kulcsfogalmak
- Ágens: A kommunikációban résztvevő entitás, amely lehet egyén, csoport vagy szervezet.
- Színtér: A kommunikáció helye, kontextusa.
- Intézmény: A kommunikációt szabályozó keretek, mint például a nyelv, jog, moralitás.

## Jelentősége
A PTC fontos hozzájárulás a kommunikációelmélet fejlődéséhez, különösen kelet-európai perspektívából. Az elmélet:
- új keretet kínál a kommunikáció értelmezéséhez,
- hangsúlyozza a kommunikáció szerepét a társadalmi problémák megoldásában,
- integrálja a filozófiai és módszertani megközelítéseket[3].

## Alkalmazási területek
A participációs kommunikációelmélet számos területen alkalmazható, többek között:
- szervezeti kommunikációban,
- közösségi média és hálózati kommunikációban,
- interkulturális kommunikációban,
- oktatásban és tanulásnál.

## További ajánlott olvasmányok
- Horányi Özséb: A kommunikációról (Szinopszis) http://acta.bibl.u-szeged.hu/35564/1/szemiotikai_010_029-038.pdf
- Kovács Lajos: Az egyház mint kommunikáció: Egyházak a kommunikáció participációs felfogásában. Budapest: Jezsuita Kiadó. 2016.  ISBN 978-963-8014-93-1
- Major Zsolt Balázs: Luhmann és a PTC logikai ötvözete – Egy származtatott fogalmi keretrendszer alkalmazhatósága a gyermekvédelemre https://real.mtak.hu/197735/
- Németh Viktor: Mediáció a kommunikáció participációra alapozott felfogása szerint (PTC) https://www.researchgate.net/publication/332502841_Mediacio_a_kommunikacio_participaciora_alapozott_felfogasa_PTC_szerint
- Takács Judit: Kommunikációelmélet – A kultivációs, a participációs és a rituális modell https://mnytud.arts.unideb.hu/tananyag/takacsj/bev_a_komm_elmeletbe_41.pdf